# Kente

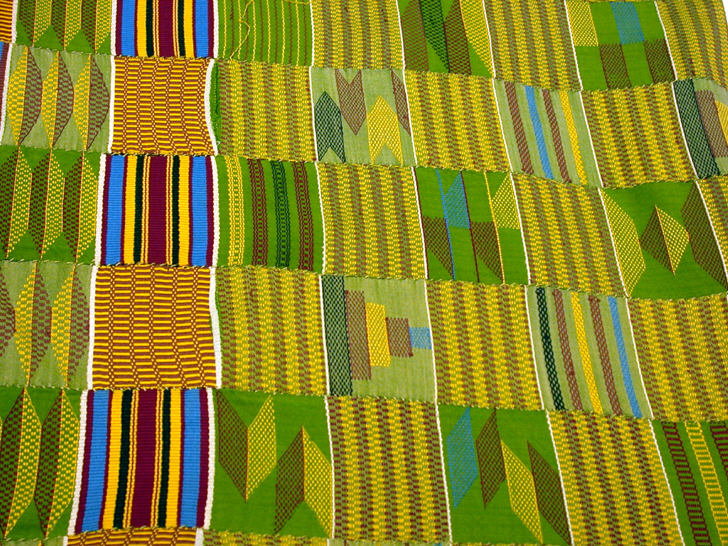
Kente textiel uit de collectie van de MET

Kente is een typische Ghanese stof. Dit Afrikaans strokenweefsel is kenmerkend voor de Ashanti. De stof wordt gekenmerkt door de non-figuratieve geometrische patronen. Het woord Kente zou afkomstig zijn van het Fante woord kenten, dat mand of korf betekent. Het verwijst naar het dambordpatroon dat kenmerkend is voor deze weefsels. 

## Gebruik
De doeken voor mannen en vrouwen hebben een specifiek patroon en ze hebben ook andere afmetingen. De doeken voor vrouwen zijn kleiner. Ze worden in paren gedragen, strak om het lichaam gewikkeld. De doeken voor mannen zijn groter en worden als een toga rond het lichaam gedrapeerd. 
Elk motief en kleur heeft een betekenis die verwijst naar een gezegde dat ermee verbonden is. De stoffen krijgen telkens afhankelijk van het motief een naam die verwijst naar het spreekwoord. Blauw, groen en geel en magenta zijn veelvoorkomende kleuren voor de Kente die door mannen worden gedragen. Rood staat bijvoorbeeld symbool voor de dood en wit staat voor zuiverheid. Rouwkleding of rouwdoeken worden vaak vervaardigd uit wit en indigoblauw bedrukt katoen. 

## Vervaardigingstechniek
Voor het vervaardigen van het Kente weefsel wordt aanvankelijk katoen en zijde gebruikt. Sinds 1920 wordt vaak rayon als grondstof gebruikt. Het vervaardigen van de Kente, zowel het weven als het aan elkaar naaien van de stroken, wordt meestal door mannen uitgeoefend. Naast de authentieke geweven Kente bestaan er ook gedrukte varianten met gelijkaardige patronen. Deze Kente-print is vooral populair in de Verenigde Staten en andere Westerse landen. Ze worden vaak in China vervaardigd.

## Varia
In de tentoonstelling Pagne Africain in het Industriemuseum in Gent werd van 31 maart 2022 tot 7 juni 2022 Kente textiel tentoongesteld uit de collectie van Stella Nyanchama Okemwa.